# Lakshaphagus armillatus
Lakshaphagus armillatus är en stekelart som först beskrevs av Annecke 1969.  Lakshaphagus armillatus ingår i släktet Lakshaphagus och familjen sköldlussteklar. Inga underarter finns listade i Catalogue of Life.